# Dipoena anahuas
Dipoena anahuas là một loài nhện trong họ Theridiidae.
Loài này thuộc chi Dipoena. Dipoena anahuas được Herbert Walter Levi miêu tả năm 1963.